# Saint-Loup-sur-Semouse
Saint-Loup-sur-Semouse is een gemeente in het Franse departement Haute-Saône (regio Bourgogne-Franche-Comté). De gemeente telde 2.842 inwoners op 1 januari 2022. De plaats maakt deel uit van het arrondissement Lure.

## Geschiedenis
De plaats bestond al in de Gallo-Romeinse periode onder de naam Grannum. De plaats werd verwoest door de troepen van Attila in 451. De plaats werd daarna genoemd naar de heilige Loup, bisschop van Troyes.
Tijdens het ancien régime was de gemeente verdeeld in de baronie van Saint-Loup en de heerlijkheid van Augronne.
In 1450 werd de stad belegerd en ingenomen door de hertog van Bourgondië. De stad en haar kasteel werden geplunderd en in brand gestoken. De streek werd betwist tussen Bourgondië en Lotharingen en Saint-Loup werd een terre de surséance, een plaats met een voorlopig onbestemd statuut. Dit onafhankelijke statuut kwam de stad economisch ten goede: er kwamen leerlooierijen en een bloeiende markt. In 1635 was er een pestuitbraak in de stad. Lodewijk XIV plaatste een garnizoen in Saint-Loup en annexeerde de stad in 1678.
In de 18e en de 19e eeuw kwam er metaalnijverheid in de gemeente naast de leerlooierijen. Verder werden er onder andere schoenen, strohoeden en kaarsen gemaakt. Vanaf 1860 waren er meubelfabrieken in de Saint-Loup. De firma Parisot, marktleider in Frankrijk, maakte er zelfs haar hoofdkwartier. Hierdoor kreeg de plaats de bijnaam Cité du Meuble. Na de Tweede Wereldoorlog kwamen er arbeidsmigranten werken in de industrie, eerst Italianen, daarna Portugezen en Noord-Afrikanen.

## Bezienswaardigheden
- Château Bouly of château de Maillard (1775)
- Kerk (1789, met een 16e-eeuws marmeren altaar)

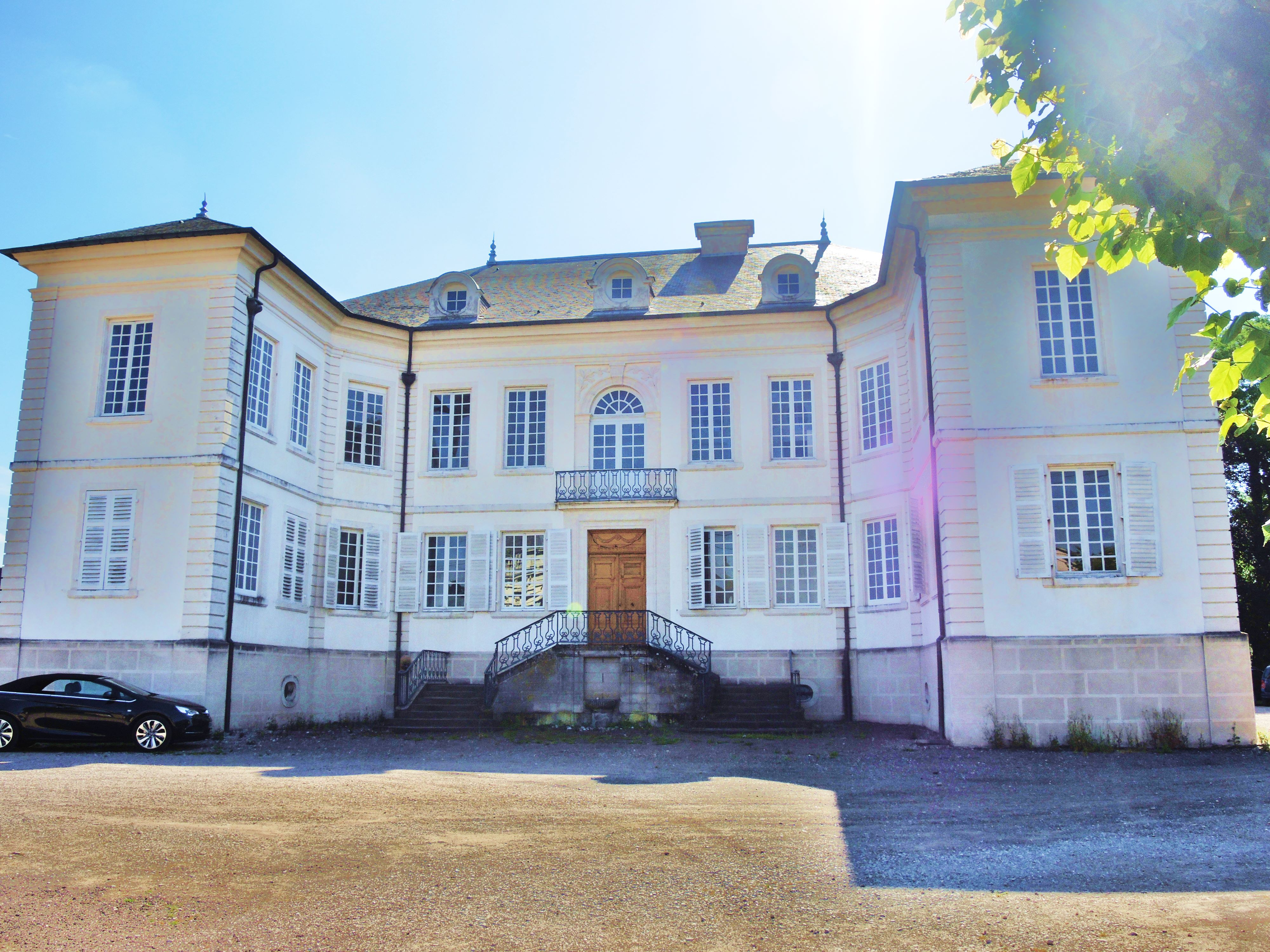
Château Bouly
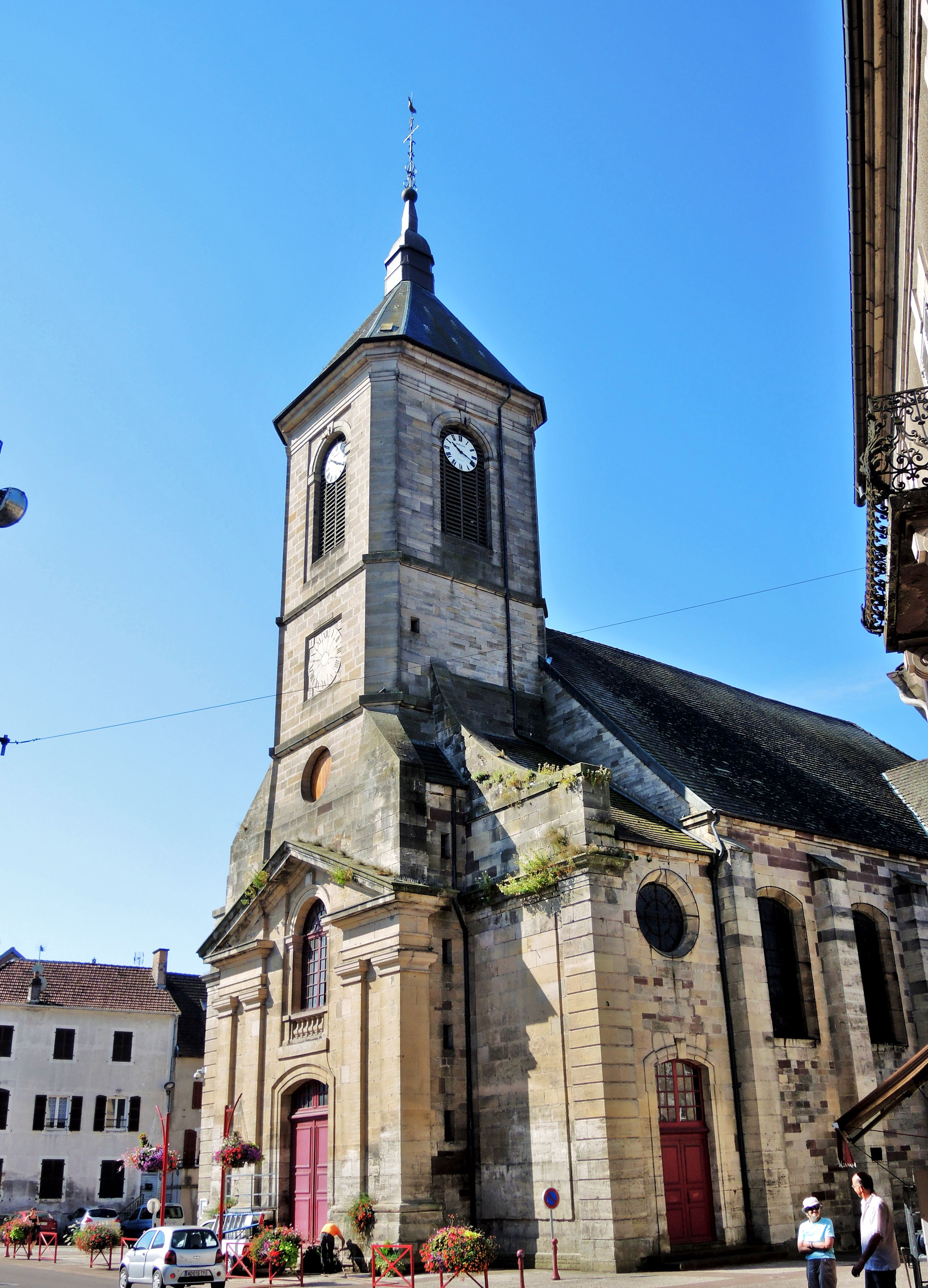
Kerk
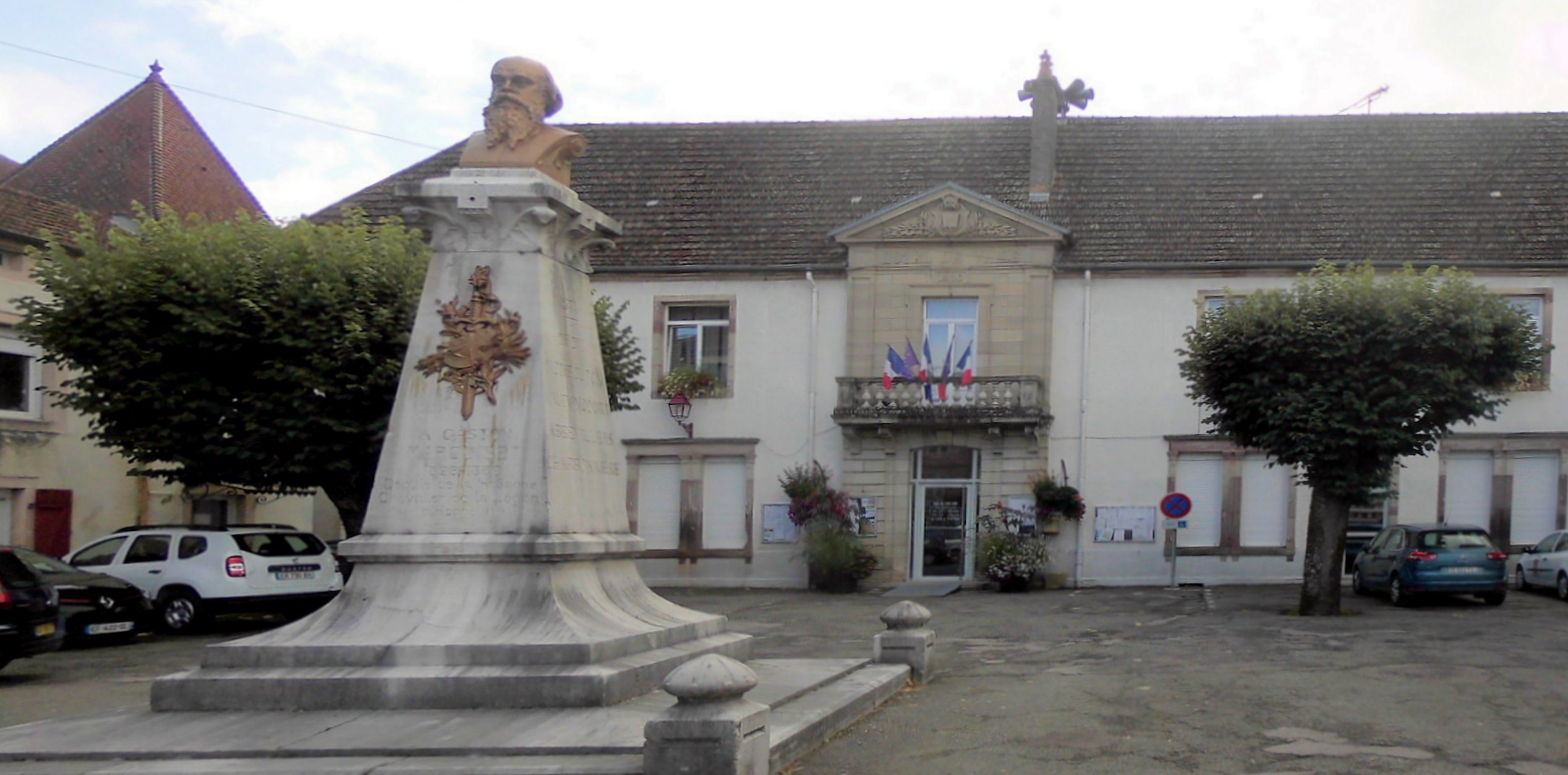
Gemeentehuis
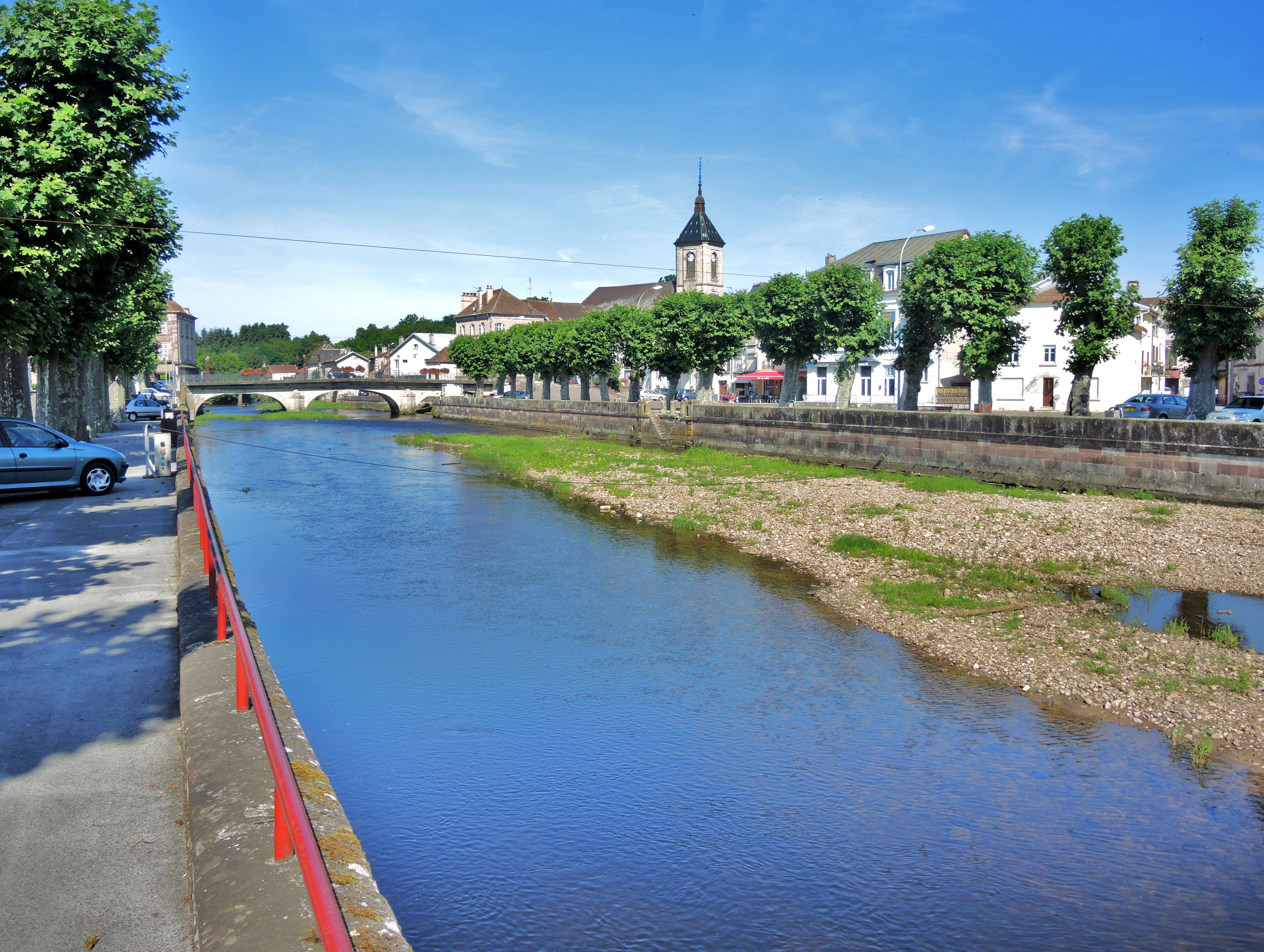
Brug over de Semouse

## Geografie
De oppervlakte van Saint-Loup-sur-Semouse bedroeg op 1 januari 2022 16,54 vierkante kilometer; de bevolkingsdichtheid was toen 171,8 inwoners per km². De plaats ligt in een riviervlakte van de Semouse en haar zijrivieren Augronne en Combeauté.
De gemeente heeft naast het stadscentrum nog drie wijken: Chanois, Mont-Pautet en Vieux Château.
De onderstaande kaart toont de ligging van Saint-Loup-sur-Semouse met de belangrijkste infrastructuur en aangrenzende gemeenten.

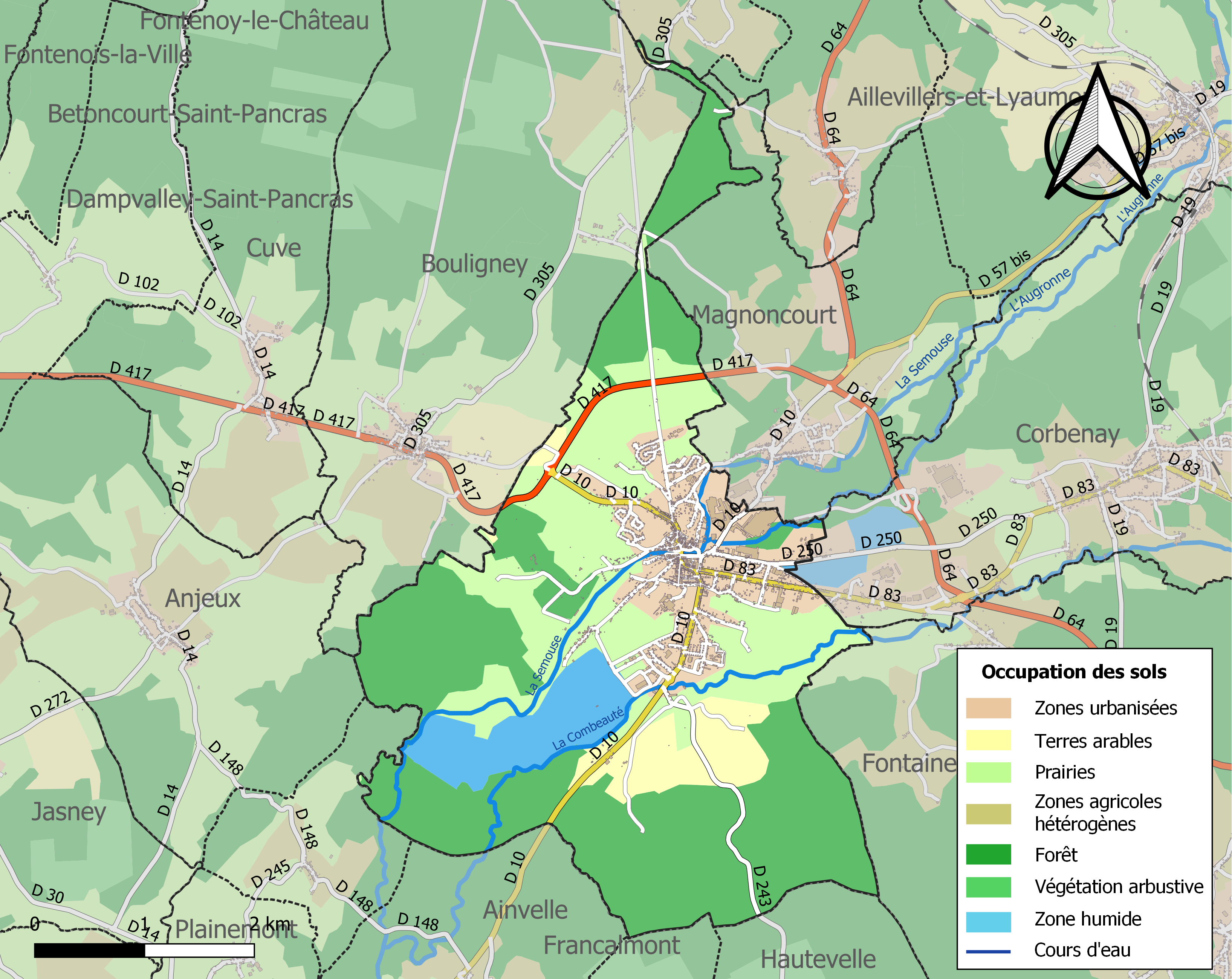

## Demografie
Onderstaande figuur toont het verloop van het inwonertal (bron: INSEE-tellingen).

## Geboren
- Armand Petitjean (1884-1970), parfumier, oprichter van het merk Lancôme